# Luftschiffbau Zeppelin
Luftschiffbau Zeppelin GmbH (forkortet LZ) er et tysk firma, som i starten af 1900-tallet var førende indenfor design og produktion af stive luftskibe, specielt den såkaldte zeppeliner-type. Firmaet, der lå i Friedrichshafen ved Bodensee i delstaten Baden-Württemberg i det sydlige Tyskland, blev stiftet af grev Ferdinand von Zeppelin. 

## Historie
Grev von Zeppelin havde arbejdet på forskellige styrbare stive luftskibs-prototyper fra så tidligt som 1885, og hans første luftskib kom ud at flyve år 1900. Forskningen var i begyndelsen finansieret af greven selv, ved private donationer og endda ved et lotteri.
I 1908 annonceredes en 24-timers testflyvning, som imidlertid undervejs endte med et spektakulært havari, som vakte en overvældende offentlige sympati. Herefter iværksattes landsindsamlingen 'Zeppelinspende des deutschen Volkes' til støtte af Zeppelin-stiftelsen. Donationerne på over 6 millioner tyske mark dannede grundlag for oprettelsen af et anpartsselskab med begrænset hæftelse, Luftschiffbau Zeppelin GmbH.
De næste år op til og under 1. verdenskrig gik udviklingen stærkt.
- 1909 oprettedes Luftfahrzeug-Motorenbau GmbH af grev Zeppelin sammen med Karl Maybach til udvikling af motorer til luftskibene. Firmaet flyttede 1912 til Friedrichshafen og skiftede 1918 navn til Maybach-Motorenbau GmbH. I dag er MTU Friedrichshafen firmaets moderne efterfølgere.
- 1909 oprettedes DELAG (Deutsche Luftschiffahrts-Aktiengesellschaft) som verdens første kommercielle luftfartsselskab.
- 1912 grundlagdes Flugzeugwerke Friedrichshafen med specialiseret produktion af søfly.
- 1914 begyndte Claude Dornier at bygge fly for LZ og skabte 1922 sit eget firma Dornier.
- 1915 grundlagdes ZF Friedrichshafen som en tandhjulsfabrik til levering af dele til luftskibenes motorer.
- 1917 indledtes samarbejde med amerikanske Goodyear for at bygge zeppelinere i USA og for at lette forholdet oprettedes Goodyear-Zeppelin Corporation. Partnerskabet sluttede ved 2. verdenskrigs udbrud, men det amerikanske selskab fortsatte med at bygge luftskibe under navnet Goodyear

Luftschiffbau Zeppelin indstillede produktionen i 1938 og operationer 1940, men begyndte under 2. verdenskrig hemmelig produktion af raketdrivstoftanke og skrog til V-2 raketterne. Efter engelsk bombning af fabriksanlægget flyttedes produktionen til Mittelwerk.
I 1993 oprettedes Zeppelin Luftschifftechnik GmbH (ZLT) i Friedrichshafen på initiativ af hovedindskyderne Luftschiffbau Zeppelin GmbH og tandhjulsfabrikken ZF Friedrichshafen, efter der i 1990 var indsendt patentansøgning om et "halvstift luftskib med tryk-støttede skrog". Den indledte udvikling og produktion af halvstive luftskibe under betegnelsen Zeppelin NT (Zeppelin Neuer Technologie). Den første flyvning fandt sted i 1997 og i 2001 fulgte nygrundlæggelsen af Deutsche Zeppelin-Reederei (DZR) som et 100 % ejet datterselskab af ZLT for at drive kommerciel flyvning med Zeppelin NT-luftskibe.
 Der er for få eller ingen kildehenvisninger i denne artikel, hvilket er et problem. Du kan hjælpe ved at angive troværdige kilder til de påstande, som fremføres i artiklen.

47°39′32.41″N 9°28′22.53″Ø / 47.6590028°N 9.4729250°Ø